# Patinage de vitesse aux Jeux olympiques de 2014
Navigation
Vancouver 2010 Pyeongchang 2018
Les épreuves de patinage de vitesse aux Jeux olympiques d'hiver de 2014 ont lieu du 8 février 2014 au 22 février 2014 dans le Centre de patinage Adler Arena en Russie. 
Ces épreuves sont marquées par la nette domination des Pays-Bas qui réalisent notamment quatre triplés. Les Néerlandais, qui s'adjugent 23 médailles sur les 36 distribuées en tout, établissent un nouveau record en ce qui concerne le nombre de médailles récoltées en une édition sur une discipline. 
Dans le cadre du scandale de dopage d'État de la Russie lors de ces Jeux révélé en 2016, et des sanctions qu'il prononce après enquête contre plusieurs athlètes, Olga Fatkulina, médaillée d'argent sur 500 m est disqualifiée le 24 novembre 2017. 

## Calendrier des compétitions
Le tableau ci-dessous montre le calendrier des deux épreuves de patinage de vitesse.
| Calendrier des épreuves de patinage de vitesse | Calendrier des épreuves de patinage de vitesse | Calendrier des épreuves de patinage de vitesse | Calendrier des épreuves de patinage de vitesse | Calendrier des épreuves de patinage de vitesse | Calendrier des épreuves de patinage de vitesse | Calendrier des épreuves de patinage de vitesse | Calendrier des épreuves de patinage de vitesse | Calendrier des épreuves de patinage de vitesse | Calendrier des épreuves de patinage de vitesse | Calendrier des épreuves de patinage de vitesse | Calendrier des épreuves de patinage de vitesse | Calendrier des épreuves de patinage de vitesse | Calendrier des épreuves de patinage de vitesse | Calendrier des épreuves de patinage de vitesse | Calendrier des épreuves de patinage de vitesse | Calendrier des épreuves de patinage de vitesse | Calendrier des épreuves de patinage de vitesse | Calendrier des épreuves de patinage de vitesse | Calendrier des épreuves de patinage de vitesse |
| Février 2014                                   | Février 2014                                   | 6                                              | 7                                              | 8                                              | 9                                              | 10                                             | 11                                             | 12                                             | 13                                             | 14                                             | 15                                             | 16                                             | 17                                             | 18                                             | 19                                             | 20                                             | 21                                             | 22                                             | 23                                             |
| ---------------------------------------------- | ---------------------------------------------- | ---------------------------------------------- | ---------------------------------------------- | ---------------------------------------------- | ---------------------------------------------- | ---------------------------------------------- | ---------------------------------------------- | ---------------------------------------------- | ---------------------------------------------- | ---------------------------------------------- | ---------------------------------------------- | ---------------------------------------------- | ---------------------------------------------- | ---------------------------------------------- | ---------------------------------------------- | ---------------------------------------------- | ---------------------------------------------- | ---------------------------------------------- | ---------------------------------------------- |
| Hommes                                         | 500 mètres                                     |                                                |                                                |                                                |                                                |                                                |                                                |                                                |                                                |                                                |                                                |                                                |                                                |                                                |                                                |                                                |                                                |                                                |                                                |
| Hommes                                         | 1 000 mètres                                   |                                                |                                                |                                                |                                                |                                                |                                                |                                                |                                                |                                                |                                                |                                                |                                                |                                                |                                                |                                                |                                                |                                                |                                                |
| Hommes                                         | 1 500 mètres                                   |                                                |                                                |                                                |                                                |                                                |                                                |                                                |                                                |                                                |                                                |                                                |                                                |                                                |                                                |                                                |                                                |                                                |                                                |
| Hommes                                         | 5 000 mètres                                   |                                                |                                                |                                                |                                                |                                                |                                                |                                                |                                                |                                                |                                                |                                                |                                                |                                                |                                                |                                                |                                                |                                                |                                                |
| Hommes                                         | 10 000 mètres                                  |                                                |                                                |                                                |                                                |                                                |                                                |                                                |                                                |                                                |                                                |                                                |                                                |                                                |                                                |                                                |                                                |                                                |                                                |
| Hommes                                         | Par équipes                                    |                                                |                                                |                                                |                                                |                                                |                                                |                                                |                                                |                                                |                                                |                                                |                                                |                                                |                                                |                                                |                                                |                                                |                                                |
| Femmes                                         | 500 mètres                                     |                                                |                                                |                                                |                                                |                                                |                                                |                                                |                                                |                                                |                                                |                                                |                                                |                                                |                                                |                                                |                                                |                                                |                                                |
| Femmes                                         | 1 000 mètres                                   |                                                |                                                |                                                |                                                |                                                |                                                |                                                |                                                |                                                |                                                |                                                |                                                |                                                |                                                |                                                |                                                |                                                |                                                |
| Femmes                                         | 1 500 mètres                                   |                                                |                                                |                                                |                                                |                                                |                                                |                                                |                                                |                                                |                                                |                                                |                                                |                                                |                                                |                                                |                                                |                                                |                                                |
| Femmes                                         | 3 000 Mètres                                   |                                                |                                                |                                                |                                                |                                                |                                                |                                                |                                                |                                                |                                                |                                                |                                                |                                                |                                                |                                                |                                                |                                                |                                                |
| Femmes                                         | 5 000 mètres                                   |                                                |                                                |                                                |                                                |                                                |                                                |                                                |                                                |                                                |                                                |                                                |                                                |                                                |                                                |                                                |                                                |                                                |                                                |
| Femmes                                         | Par équipes                                    |                                                |                                                |                                                |                                                |                                                |                                                |                                                |                                                |                                                |                                                |                                                |                                                |                                                |                                                |                                                |                                                |                                                |                                                |

|  | Jour de l'épreuve |

## Résultats
OR | Record olympique

### Hommes
| Épreuve                                   | Or                      | Or                    | Argent                    | Argent         | Bronze                  | Bronze         |
| ----------------------------------------- | ----------------------- | --------------------- | ------------------------- | -------------- | ----------------------- | -------------- |
| 500 mètres résultats détaillés            | Michel Mulder (NED)     | 69 s 31               | Jan Smeekens (NED)        | 69 s 32        | Ronald Mulder (NED)     | 69 s 46        |
| 1 000 mètres résultats détaillés          | Stefan Groothuis (NED)  | 1 min 08 s 39         | Denny Morrison (CAN)      | 1 min 08 s 43  | Michel Mulder (NED)     | 1 min 08 s 74  |
| 1 500 mètres résultats détaillés          | Zbigniew Bródka (POL)   | 1 min 45 s 006        | Koen Verweij (NED)        | 1 min 45 s 009 | Denny Morrison (CAN)    | 1 min 45 s 22  |
| 5 000 mètres résultats détaillés          | Sven Kramer (NED)       | 6 min 10 s 76 - (OR)  | Jan Blokhuijsen (NED)     | 6 min 15 s 71  | Jorrit Bergsma (NED)    | 6 min 16 s 66  |
| 10 000 mètres résultats détaillés         | Jorrit Bergsma (NED)    | 12 min 44 s 45 - (OR) | Sven Kramer (NED)         | 12 min 49 s 02 | Bob de Jong (NED)       | 13 min 07 s 19 |
| Poursuite par équipes résultats détaillés | Pays-Bas - Koen Verweij | 3 min 37 s 71 - (OR)  | Corée du Sud - Mo Tae-bum | 3 min 40 s 85  | Pologne - Jan Szymański | 3 min 41 s 94  |

### Femmes
| Épreuve                                   | Or                      | Or                   | Argent                      | Argent        | Bronze                  | Bronze        |
| ----------------------------------------- | ----------------------- | -------------------- | --------------------------- | ------------- | ----------------------- | ------------- |
| 500 mètres résultats détaillés            | Lee Sang-hwa (KOR)      | 74 s 70 - (OR)       | Olga Fatkulina (RUS)        | 75 s 06       | Margot Boer (NED)       | 75 s 48       |
| 1 000 mètres résultats détaillés          | Zhang Hong (CHN)        | 1 min 14 s 02        | Ireen Wüst (NED)            | 1 min 14 s 69 | Margot Boer (NED)       | 1 min 14 s 90 |
| 1 500 mètres résultats détaillés          | Jorien ter Mors (NED)   | 1 min 53 s 51 - (OR) | Ireen Wüst (NED)            | 1 min 54 s 09 | Lotte van Beek (NED)    | 1 min 54 s 54 |
| 3 000 mètres résultats détaillés          | Ireen Wüst (NED)        | 4 min 00 s 34        | Martina Sáblíková (CZE)     | 4 min 01 s 95 | Olga Graf (RUS)         | 4 min 03 s 47 |
| 5 000 mètres résultats détaillés          | Martina Sáblíková (CZE) | 6 min 51 s 54        | Ireen Wüst (NED)            | 6 min 54 s 28 | Carien Kleibeuker (NED) | 6 min 55 s 66 |
| Poursuite par équipes résultats détaillés | Pays-Bas - Ireen Wüst   | 2 min 58 s 05 - (OR) | Pologne - Katarzyna Woźniak | 3 min 05 s 55 | Russie - Yuliya Skokova | 2 min 59 s 73 |

## Tableau des médailles
- Pays organisateur ( Russie)

| Rang  | Nation             | Or | Argent | Bronze | Total |
| ----- | ------------------ | -- | ------ | ------ | ----- |
| 1     | Pays-Bas           | 8  | 7      | 8      | 23    |
| 2     | Pologne            | 1  | 1      | 1      | 3     |
| 3     | République tchèque | 1  | 1      | 0      | 2     |
| 3     | Corée du Sud       | 1  | 1      | 0      | 2     |
| 5     | Chine              | 1  | 0      | 0      | 1     |
| 6     | Russie             | 0  | 0      | 2      | 2     |
| 7     | Canada             | 0  | 1      | 1      | 2     |
| Total | Total              | 12 | 11     | 12     | 35    |